# Dobratanya
Dobratanya (románul: Dobra), falu Romániában, Maros megyében.

## Története
Mezőbodon község része. A trianoni békeszerződésig Torda-Aranyos vármegye Marosludasi járásához tartozott.

## Népessége
2002-ben 48 lakosa volt, ebből 29 román és 19 magyar nemzetiségű.

## Vallások
A falu lakói közül 25-en ortodox és 23-an református hitűek.